# Sentimientos ajenos
Sentimientos ajenos (lit. Sentimentos alheios) é uma telenovela mexicana produzida por José Alberto Castro para a Televisa e exibida pelo Canal de las Estrellas entre 19 de agosto de 1996 e 3 de janeiro de 1997, substituindo La sombra del otro e sendo substituída por Pueblo chico, infierno grande. 
É baseada na radionovela Dos mujeres y un hombre do chileno Arturo Moya Grau. 
Foi protagonizada por Yolanda Andrade e Carlos Ponce, com atuações estrelares de Aarón Hernán, Olivia Bucio, Arsenio Campos, Manuel Landeta e Isaura Espinoza, participação especial de José Elías Moreno e antagonizada por Mario Cimarro, Lourdes Deschamps, Orlando Miguel e Chantal Andere. 

## Enredo
Sofia de la Huerta Herrera (Yolanda Andrade), jovem pintora, doce e boa, se apaixona por Renato Aramedia (Carlos Ponce), sem imaginar que seu amor desatará o odio de Leonor de la Huerta Herrera (Chantal Andere), sua própria irmã, e sem supor que seu marido sofre de ciumes compulsivos.
Leonor não se detém ante nada para evitar o matrimonio deles. Ao não conseguir, tenta de mil maneiras tirar de sua irmã o amor de seu esposo, o que leva a seu pai a tumba.
Intrigando, Leonor apaixona a Humberto (Javier Ortiz), um rapaz impetuoso e apaixonado, fazendo-se passar por Lucía. Quando Renato descobre os suposto amores de sua esposa e Humberto, a expulsa da casa e a separa de seu pequeno filho.
Confundida e dolorida, Sofia terá que lutar para recuperar sua vida das garras de uma inimiga que ela nunca suspeitaria. Mas na vida de Lucía entrará um novo homem: Miguel Ángel (Manuel Landeta) quem, talvez poderá fazer-la esquecer a Renato.

## Elenco
| Ator               | Personagem                         |
| ------------------ | ---------------------------------- |
| Yolanda Andrade    | Sofía de la Huerta Herrera         |
| Chantal Andere     | Leonor de la Huerta Herrera        |
| Carlos Ponce       | Renato Aramendia                   |
| Manuel Landeta     | Miguel Ángel                       |
| Olivia Bucio       | Eva Barrientos                     |
| Aarón Hernán       | Andrés Barrientos                  |
| Ana Bertha Lepe    | Teresa                             |
| Arsenio Campos     | Joaquín                            |
| José Elías Moreno  | José María de la Huerta (Don José) |
| Mario Cimarro      | Ramiro                             |
| Lourdes Deschamps  | Raquel                             |
| Isaura Espinoza    | Aurora Mendiola                    |
| Ernesto Godoy      | Gerardo Barrientos                 |
| Carmelita González | Inés                               |
| Susana González    | Norma Herrera                      |
| Gloria Izaguirre   | Lucha                              |
| Adalberto Martínez | Pedro                              |
| Orlando Miguel     | Darío Mendiola                     |
| Edith Márquez      | Marcela                            |
| Marcela Matos      | Malena                             |
| Javier Ortiz       | Humberto                           |
| Katia del Río      | Delia                              |
| Héctor Sáez        | Fernando                           |
| Edi Xol            | Felipe Bonilla                     |
| Gabriela Arroyo    | Judith                             |
| Antonio Miguel     | Padre Efraín                       |
| Dina de Marco      | Donata                             |
| Dolores Beristáin  | Graciana                           |
| José Viller        | Ernesto                            |
| Marisol del Olmo   | Lupita                             |
| Eduardo Lugo       | Don Jesús                          |
| Alejandra Jurado   | Amalia                             |

## Produção
- História original de: Arturo Moya Grau
- Adaptação e enredo: Lorena Salazar, Eduardo Quiroga
- Edição literária: Luz Orlín
- Tema: Sentimientos ajenos
- Letra e música: David Torrens
- Intérprete: David Torrens
- Tema: No puedo vivir
- Intérprete: Carlos Ponce
- Escenografía: Juan Antonio Sagredo
- Ambientação: Sandra Cortés
- Design de vestuário: Ileana Prensado, Diana Ávila
- Chefes de produção: Marco Antonio Cano, Raúl Reyes Uicab
- Coordenação artística: Georgina Ramos
- Editor: Héctor Márquez
- Direção de câmeras: Fernando Chacón, Isabel Basurto
- Direção de cena: Aurora Molina e José Acosta Navas
- Produtor associado: Ernesto Hernández
- Produtor: José Alberto Castro

## Exibição
A trama estreou no dia 19 de agosto de 1996 no Canal de las Estrellas às 18 horas, substituindo La sombra del otro, sendo exibida neste horário até 13 de setembro e apresentando capítulos de 40 minutos. Após algumas mudanças na grade horária do canal, passou a ser exibida às 21:30 (faixa antes ocupada por Tú y yo) a partir do dia 16 de setembro de 1996, onde permaneceu até o fim em 3 de janeiro de 1997, onde foram apresentados capítulos de 20 minutos.
Foi reprisada pela primeira vez pelo canal TLNovelas entre 16 de agosto a 05 de novembro de 1999.
Foi reprisada pela segunda vez pelo TLNovelas entre 18 de fevereiro e 2 de maio de 2008, substituindo María José e sendo substituida por Retrato de familia. 

## Exibição Internacional
| País           | Emissora                        | Título              | Primeira exibição                                                 | Última exibição                              | Dias de exibição                                       | Horário                             |
| -------------- | ------------------------------- | ------------------- | ----------------------------------------------------------------- | -------------------------------------------- | ------------------------------------------------------ | ----------------------------------- |
| Estados Unidos | Univisión Galavisión Telefutura | Sentimientos Ajenos | 20 de janeiro de 1997 (1st time)/ 4 de julho de 2000 (2nd time) - | 11 de abril de1997/ 26 de setembro de 2000 - | Segunda à Sexta (1st time)/Terça à Sábado (2nd time) - | 21:00 (1st time)/02:00 (2nd time) - |
| Venezuela      | Radio Caracas Televisión        | Sentimientos Ajenos | —                                                                 | —                                            | —                                                      | —                                   |
| Equador        | Gama TV                         | Sentimientos Ajenos | —                                                                 | —                                            | —                                                      | —                                   |
| Polónia        | TVN                             | Uczucia Innych      | —                                                                 | —                                            | —                                                      | —                                   |
| Eslovênia      | Gajba TV                        | Čustva Drugih       | —                                                                 | —                                            | —                                                      | —                                   |

## Prêmios e Indicações
| Ano  | Prêmio            | Categoria                  | Nomeações         | Resultado |
| ---- | ----------------- | -------------------------- | ----------------- | --------- |
| 1997 | Prêmio TVyNovelas | Melhor telenovela          | Melhor telenovela | Indicado  |
| 1997 | Prêmio TVyNovelas | Melhor Atriz Antagônica    | Chantal Andere    | Venceu    |
| 1997 | Prêmio TVyNovelas | Melhor Atriz Juvenil       | Yolanda Andrade   | Indicada  |
| 1997 | Prêmio TVyNovelas | Melhor Revelação Masculina | Carlos Ponce      | Venceu    |